# Brachyrhizomys
Brachyrhizomys é um gênero extinto de roedores da família Spalacidae.

## Espécies
- Brachyrhizomys blacki Flynn, 1982
- Brachyrhizomys choristos Flynn, 1982
- Brachyrhizomys hehoensis Zheng, 1980
- Brachyrhizomys micrus Flynn, 1982
- Brachyrhizomys nagrii Hinton, 1933
- Brachyrhizomys naquensis
- Brachyrhizomys pilgrimi Hinton, 1933
- Brachyrhizomis pinjoricus
- Brachyrhizomys tetracherax Flynn, 1982